# Kompleks franjevačkog samostana (Klanjec)
Kompleks franjevačkog samostana s crkvom Navještenja Blažene Djevice Marije nalazi se u središtu mjesta Klanjec, 

## Opis
Kompleks se sastoji od trokrilnog samostana i samostanske, longitudinalne jednobrodne crkve, koja zatvara četvrto krilo. Gradnja samostana dovršena je u prvoj polovici 17. stoljeća. Unutrašnjost je opremljena izuzetno kvalitetnim inventarom i zidnim slikama. Najveća dragocjenost su metalni sarkofazi Sigismunda i Emerika Erdődya i Elizabete Erdödy Rakoczy. Razni klesarski, stolarski i kovački radovi upotpunjuju sliku cjelokupnog baroknog ansambla kojemu je pečat dala i građanska kultura u 19. stoljeću.

## Zaštita
Pod oznakom Z-4326 zavedena je kao nepokretno kulturno dobro - pojedinačno, pravnog statusa zaštićena kulturnog dobra, klasificirano kao "sakralna graditeljska baština".